# Раухала, Юкка
Юкка Раухала (фин. Jukka Matti Rauhala; род. 1 марта 1959, Муураме, Хяме) — финский борец вольного стиля, победитель и призёр чемпионатов северных стран, бронзовый призёр летних Олимпийских игр 1984 года в Лос-Анджелесе, участник двух Олимпиад.

## Карьера
Одним из тренеров Раухала был его отец, призёр чемпионата мира и летних Олимпийских игр 1952 года в Хельсинки Калерво Раухала. Юкка Раухала выступал в легчайшей (до 57 кг), полулёгкой (до 62 кг) и лёгкой (до 68 кг) весовых категориях. Чемпион (1975, 1977—1979 годы) и серебряный призёр (1976) чемпионатов северных стран.
На Олимпиадах Раухала выступал в лёгком весе. На летних Олимпийских играх 1984 года в Лос-Анджелесе Раухала победил египтянина Хоссамелдина Хамеда, грека Георгиоса Атанассиадиса, британца Стивена Бэйлисса, австралийца Зигмунда Келевица, но проиграл американцу Эндрю Рэйну и занял второе место в своей подгруппе. В схватке за бронзовую медаль финн победил японца Масаказу Камимура.
На следующей Олимпиаде в Сеуле Раухала победил испанца Хуана Кариде, сирийца Амара Ваттара, но проиграл советскому борцу Арсену Фадзаеву, японцу Косэю Акаиси, канадцу Дэвиду Маккею и занял 6-е место.